# هاري هيس
هاري هيس هو كاتب أغاني ومنتج أسطوانات ومغني كندي، ولد في 5 يوليو 1968 في أوشاوا في كندا.| The Band">Harem Scarem | The Band نسخة محفوظة 30 سبتمبر 2011 على موقع واي باك مشين.</ref>| The Band" />

## وصلات خارجية
- هاري هيس على موقع ميوزك برينز (الإنجليزية)
- هاري هيس على موقع أول ميوزيك (الإنجليزية)
- هاري هيس على موقع ديسكوغز (الإنجليزية)